# Bob- und Skeleton-Weltmeisterschaften 2020/Skeleton (Mixed)
Der Skeleton-Mixed-Wettbewerb bei den Bob- und Skeleton-Weltmeisterschaften 2020 wurde am 1. März ausgetragen. Wie alle Wettbewerbe bei den Weltmeisterschaften wurde er auf dem ENSO Eiskanal in Altenberg ausgetragen. Es handelte sich um die erste Austragung dieser Wettbewerbsform bei Bob- und Skeleton-Weltmeisterschaften.
Das deutsche Team bestehend aius Jacqueline Lölling und Alexander Gassner sicherten sich den ersten Weltmeistertitel in dieser Wettbewerbsform. Mit nur 0,01 Sekunden Rückstand auf das deutsche Team belegten die Kanadier Jane Channell und David Greszczyszyn den zweiten Platz. Den dritten Platz belegten überraschenderweise das italienische Team bestehend aus Valentina Margaglio und Mattia Gaspari. Diese Bronzemedaille war für das italienische Skeleton eine historische Medaille, weil zum ersten Mal in der Skeleton-Geschichte konnte Italien eine WM-Medaille im Skeleton gewinnen.

## Hinweise
Der bisherige Team-Wettbewerb, welcher seit den Bob- und Skeleton-Weltmeisterschaften 2007 zum Programm der Weltmeisterschaften gehörte, wurde nach den Bob- und Skeleton-Weltmeisterschaften 2019 aus dem Programm genommen und durch den Skeleton-Mixed-Wettbewerb ersetzt. Bei den Skeleton-Mixed-Wettbewerb von Altenberg handelt es sich noch nicht um das eigentlich von der IBSF geplante Format, welches bei der Weltmeisterschaft im folgenden Jahr in Lake Placid Premiere feiern soll. Im Vergleich zu diesem Format fiel der Reaktionsstart weg und es wurden nur die Laufzeiten der Skeletonpilotin und des Skeletonpiloten addiert.
Pro Nation können zwei Teams gemeldet werden, welche jeweils aus einer Skeletonpilotin und einen Skeletonpiloten bestehen. Internationale Teams sind im Vergleich zum bisherigen Team-Wettbewerb nicht erlaubt. Die Startliste wird mittels des IBSF-Skeleton-Rankings ermittelt. Während das Team mit der niedrigsten Punktzahl zu Beginn startet, wird der Wettbewerb mit dem Team beendet, welches die höchste Punktzahl hat.

## Endergebnis

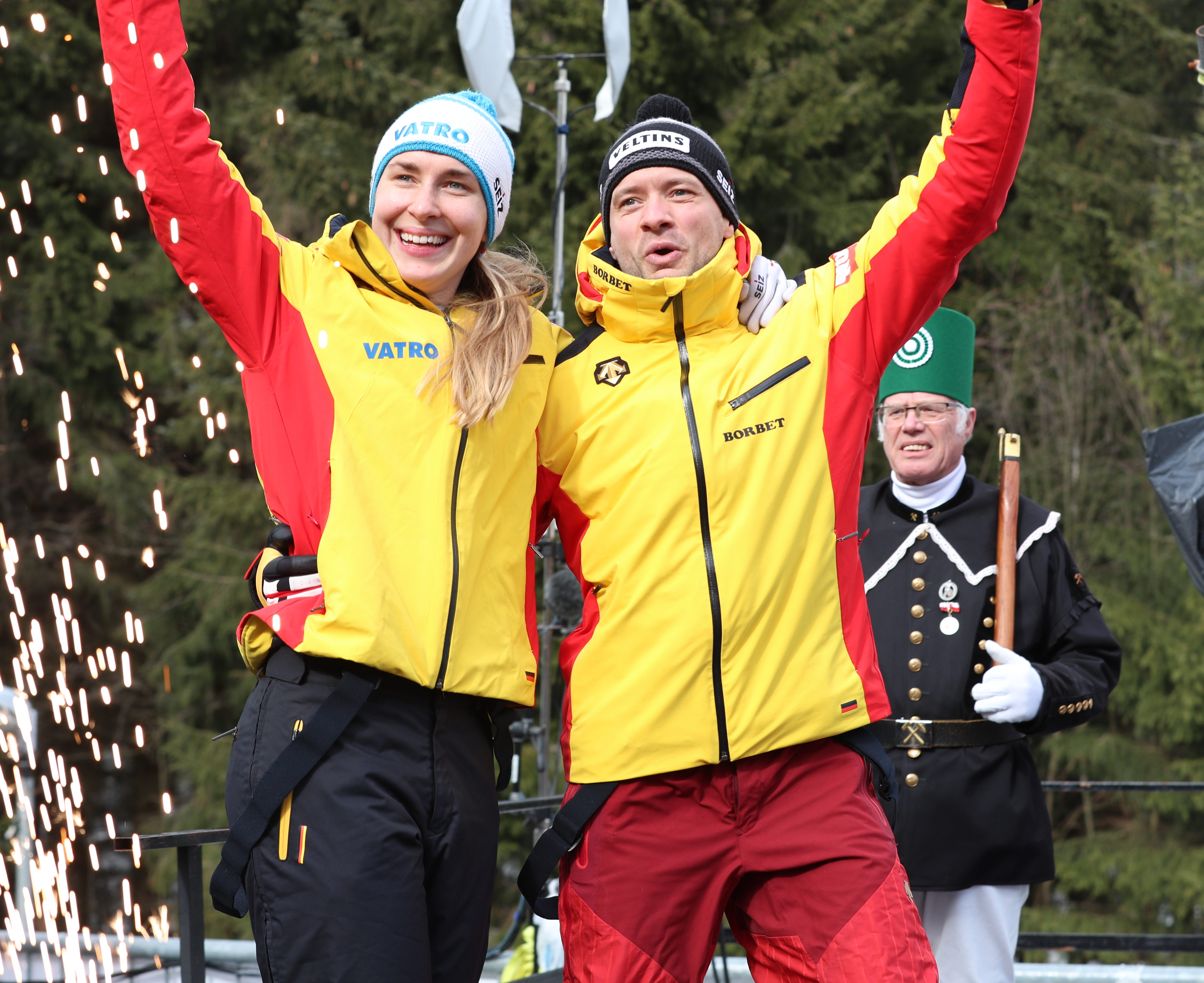
Weltmeister Lölling und Gassner

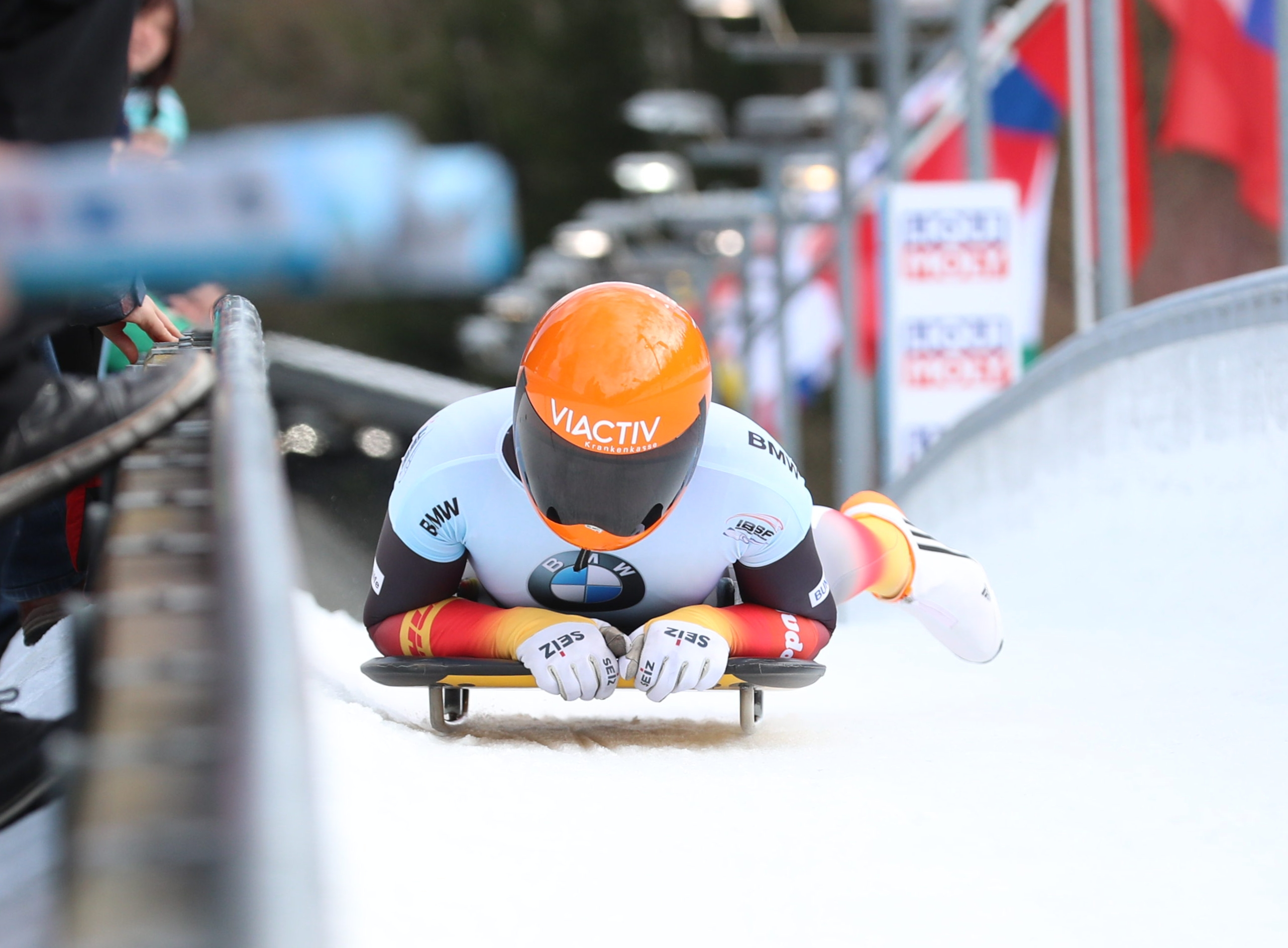
Jacqueline Lölling im Ziel

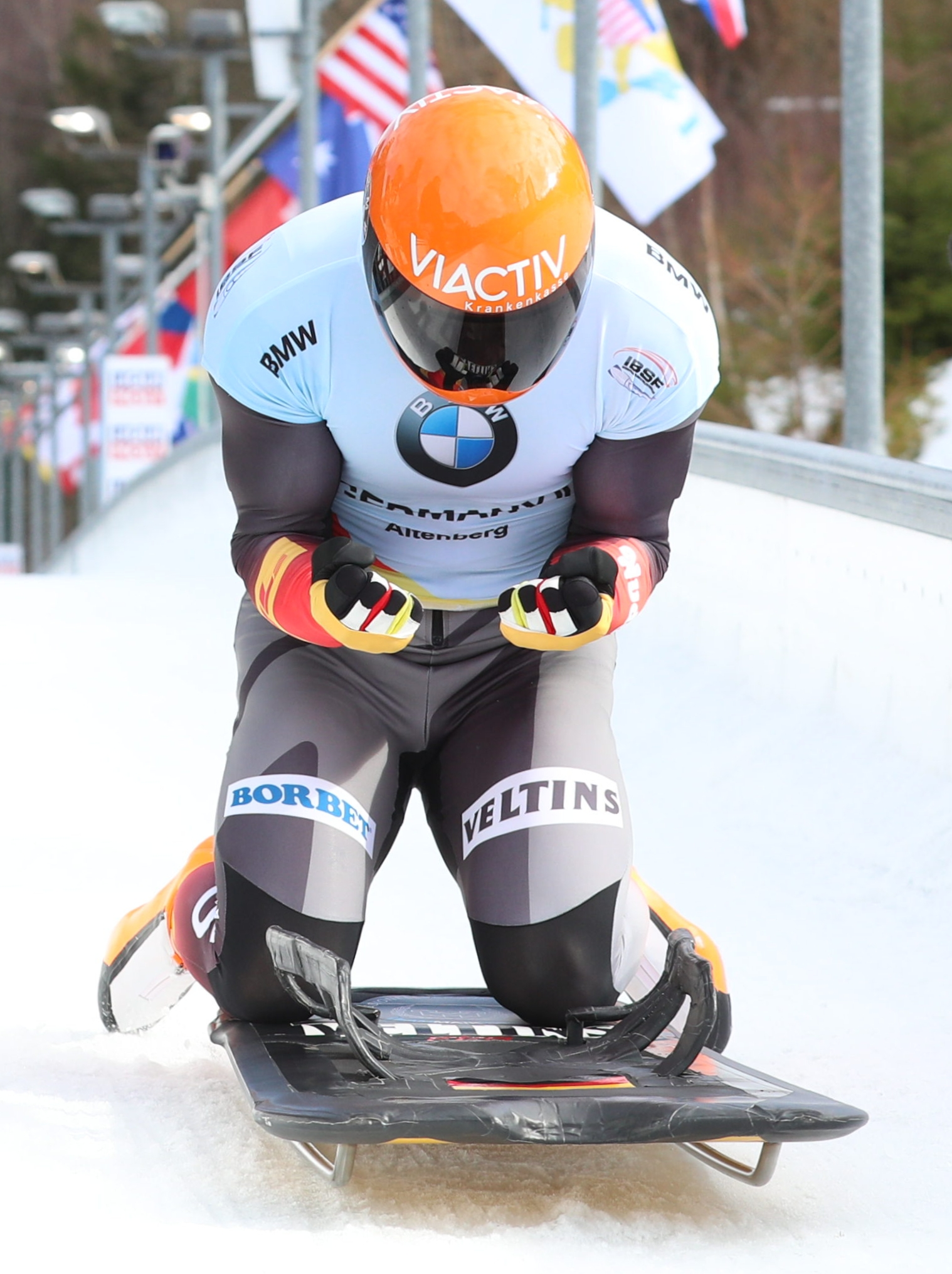
Alexander Gassner im Ziel

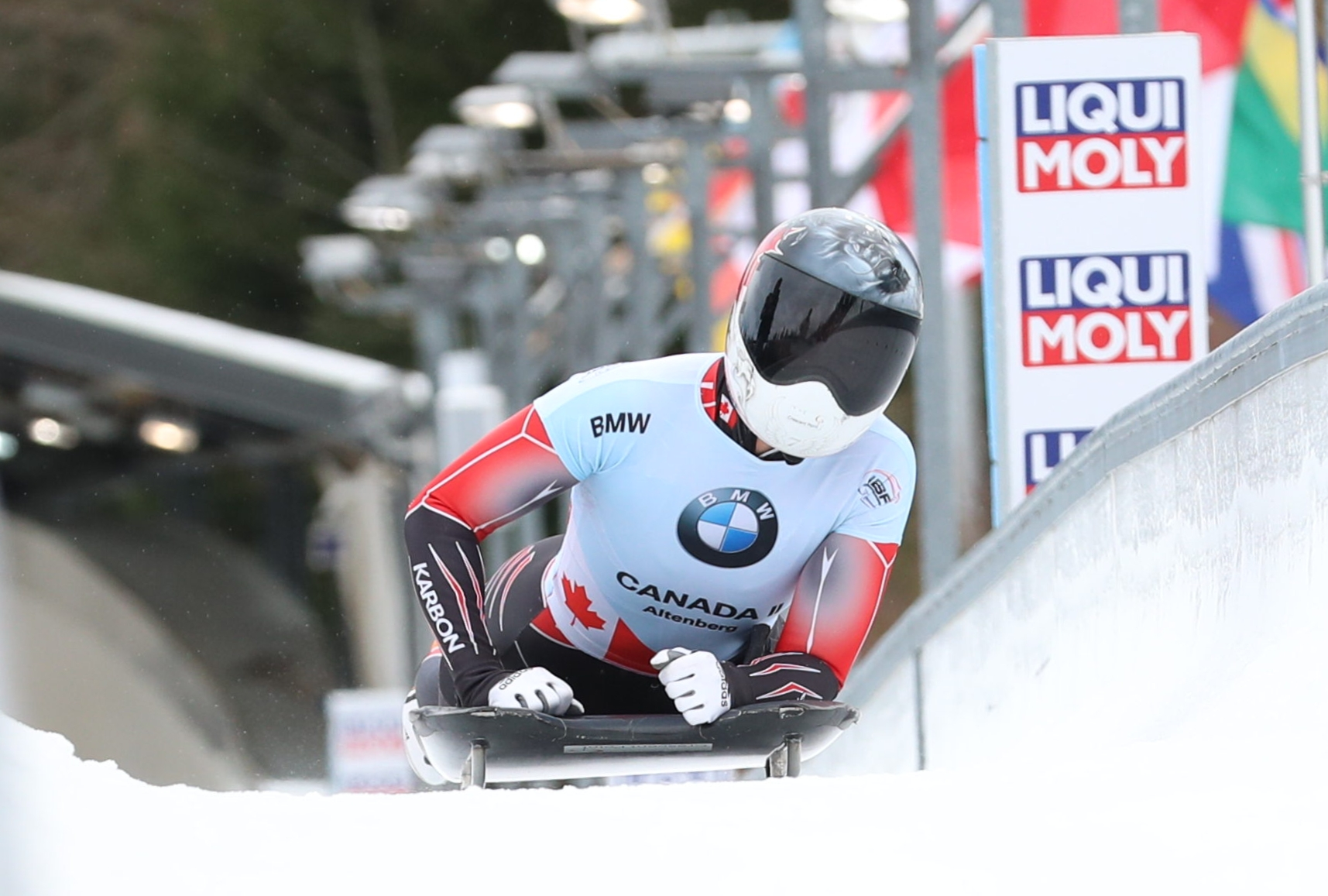
Jane Channell im Ziel

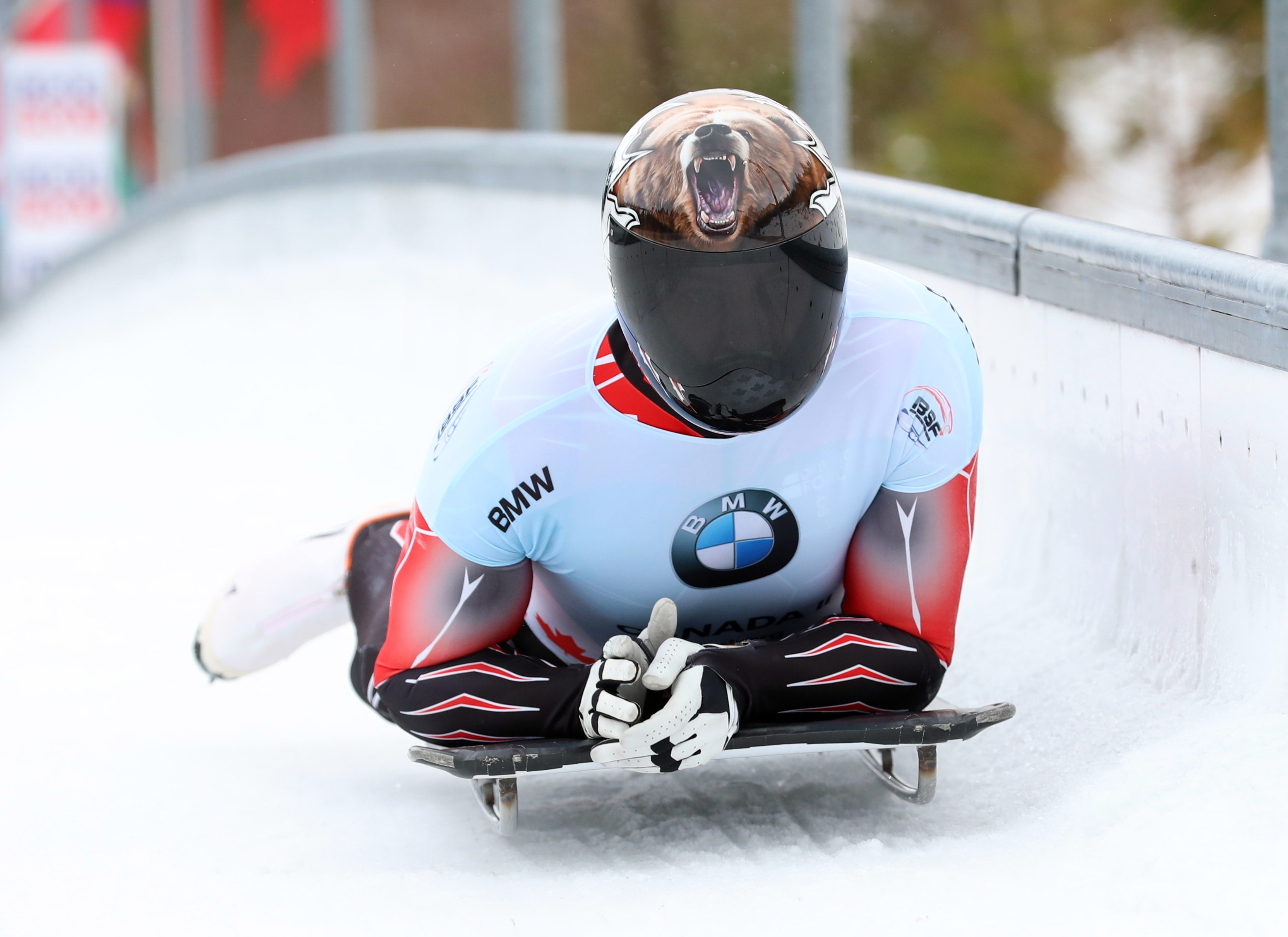
Dave Greszczyszyn im Ziel

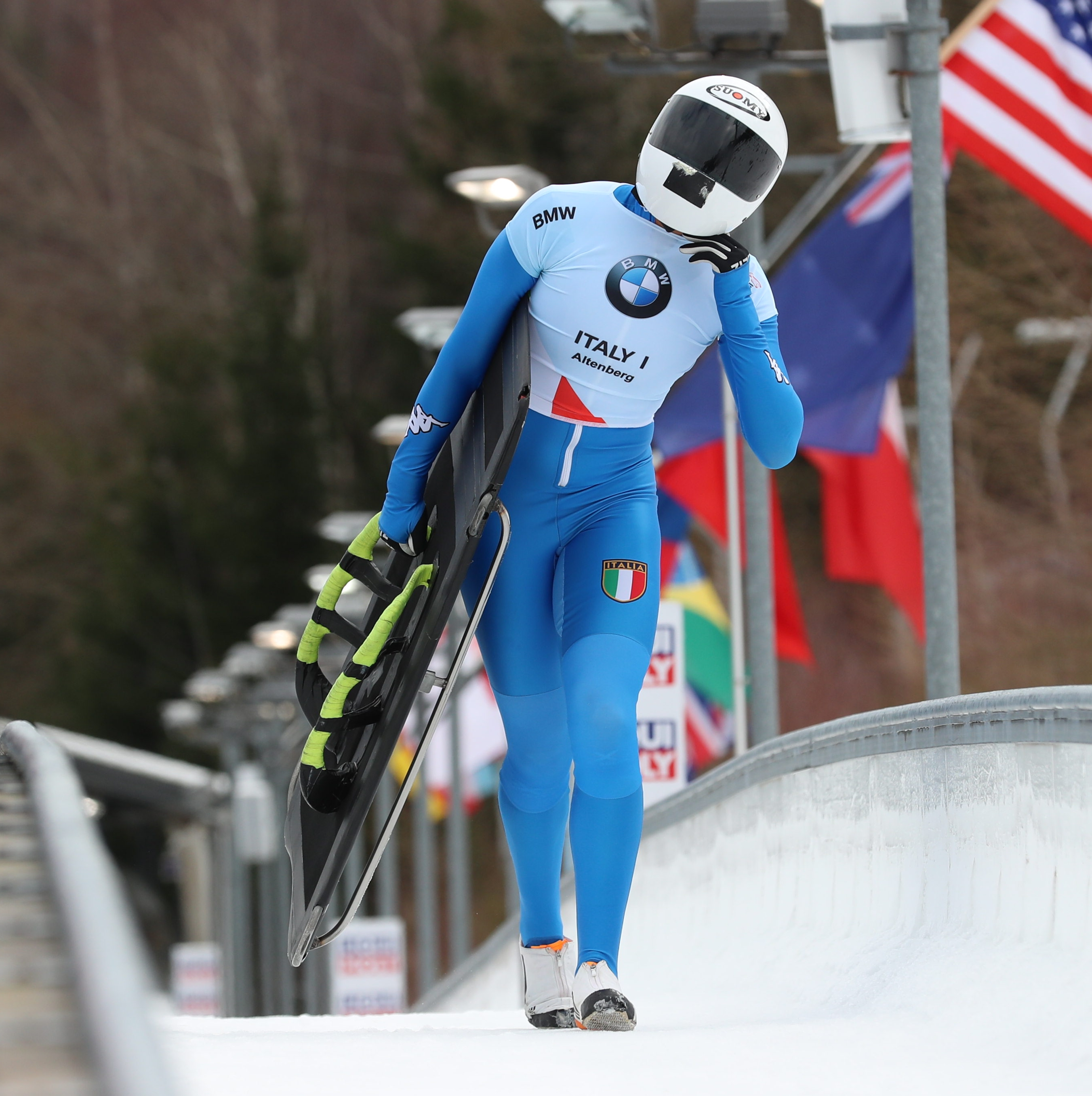
Valentina Margaglio

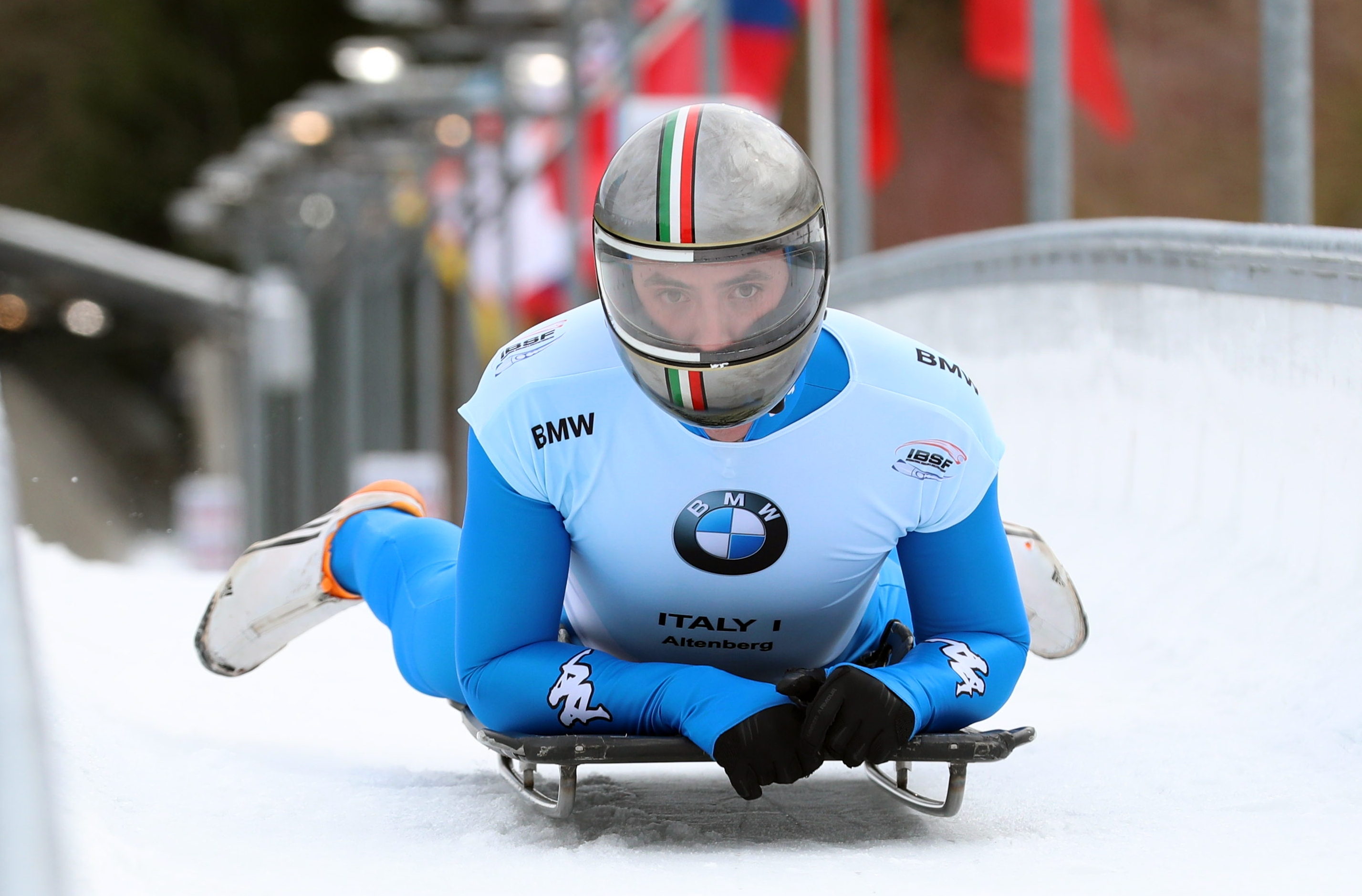
Mattia Gaspari im Ziel

| Platz | Team               | Athletin            | Athletin   | Athlet               | Athlet     | Gesamtzeit (min) |
| Platz | Team               | Name                | Zeit (min) | Name                 | Zeit (min) | Gesamtzeit (min) |
| ----- | ------------------ | ------------------- | ---------- | -------------------- | ---------- | ---------------- |
| 01    | Deutschland II     | Jacqueline Lölling  | 0:58,55    | Alexander Gassner    | 0:56,84    | 1:55.39          |
| 02    | Kanada II          | Jane Channell       | 0:57,99    | David Greszczyszyn   | 0:57,41    | 1:55.40          |
| 03    | Italien I          | Valentina Margaglio | 0:58,40    | Mattia Gaspari       | 0:57,42    | 1:55.82          |
| 04    | Großbritannien II  | Madelaine Smith     | 0:59,04    | Matt Weston          | 0:56,81    | 1:55.85          |
| 05    | Deutschland I      | Tina Hermann        | 0:59,01    | Christopher Grotheer | 0:57,07    | 1:56.08          |
| 06    | China I            | Lin Huiyang         | 0:59,25    | Yan Wengang          | 0:56,85    | 1:56.10          |
| 07    | Vereinigte Staaten | Kendall Wesenberg   | 0:59,19    | Austin Florian       | 0:56,97    | 1:56.16          |
| 08    | Schweiz            | Marina Gilardoni    | 0:58,11    | Basil Sieber         | 0:58,09    | 1:56.20          |
| 09    | Russland II        | Julija Kanakina     | 0:59,59    | Nikita Tregubow      | 0:56,95    | 1:56.54          |
| 10    | Kanada I           | Mirela Rahneva      | 0:59,23    | Kevin Boyer          | 0:57,52    | 1:56.75          |
| 11    | Großbritannien I   | Laura Deas          | 0:59,92    | Marcus Wyatt         | 0:56,89    | 1:56.81          |
| 12    | Russland I         | Jelena Nikitina     | 0:59,73    | Alexander Tretjakow  | 0:57,10    | 1:56.83          |
| 13    | Österreich         | Janine Flock        | 1:00,06    | Florian Auer         | 0:57,79    | 1:57.85          |
| 14    | Italien II         | Alessia Crippa      | 0:59,35    | Amedeo Bagnis        | 0:58,91    | 1:58.26          |
| 15    | China II           | Zhu Yangqi          | 1:02,77    | Geng Wenqiang        | 0:57,58    | 2:00.35          |

## Einzelergebnisse

### Frauen
| Platz | Athletin            | Land               | Zwischenzeit (s) | Zwischenzeit (s) | Zwischenzeit (s) | Zwischenzeit (s) | Zwischenzeit (s) | Laufzeit (min) |
| Platz | Athletin            | Land               | 1                | 2                | 3                | 4                | 5                | Laufzeit (min) |
| ----- | ------------------- | ------------------ | ---------------- | ---------------- | ---------------- | ---------------- | ---------------- | -------------- |
| 01    | Jane Channell       | Kanada II          | 5,38             | 23,10            | 33,05            | 41,52            | 49,28            | 0:57,99        |
| 02    | Marina Gilardoni    | Schweiz            | 5,52             | 23,34            | 33,25            | 41,68            | 49,44            | 0:58,11        |
| 03    | Valentina Margaglio | Italien I          | 5,40             | 23,27            | 33,24            | 41,72            | 49,54            | 0:58,40        |
| 04    | Jacqueline Lölling  | Deutschland II     | 5,73             | 23,78            | 33,74            | 42,15            | 49,84            | 0:58,55        |
| 05    | Tina Hermann        | Deutschland I      | 5,70             | 23,88            | 33,99            | 42,52            | 50,28            | 0:59,01        |
| 06    | Madelaine Smith     | Großbritannien II  | 5,65             | 23,63            | 33,60            | 42,16            | 50,12            | 0:59,04        |
| 07    | Kendall Wesenberg   | Vereinigte Staaten | 5,87             | 23,98            | 33.87            | 42,39            | 50,34            | 0:59,19        |
| 08    | Mirela Rahneva      | Kanada I           | 5,51             | 23,46            | 33,53            | 42,26            | 50,30            | 0:59,23        |
| 09    | Lin Huiyang         | China I            | 5,52             | 23,49            | 33,72            | 42,35            | 50,35            | 0:59,25        |
| 10    | Alessia Crippa      | Italien II         | 5,62             | 23,72            | 33,97            | 42,60            | 50,48            | 0:59,35        |
| 11    | Julija Kanakina     | Russland II        | 5,38             | 23,44            | 33,72            | 42,44            | 50,47            | 0:59,59        |
| 12    | Jelena Nikitina     | Russland I         | 5,24             | 23,19            | 33,64            | 42,47            | 50,58            | 0:59,73        |
| 13    | Laura Deas          | Großbritannien I   | 5,60             | 23,90            | 34,22            | 42,92            | 50,88            | 0:59,92        |
| 14    | Janine Flock        | Österreich         | 5,77             | 23,87            | 33,88            | 42,41            | 50,77            | 1:00,06        |
| 15    | Zhu Yangqi          | China II           | 5,60             | 24,35            | 35,86            | 45,22            | 53,54            | 1:02,77        |

### Männer
| Platz | Athlet               | Land               | Zwischenzeit (s) | Zwischenzeit (s) | Zwischenzeit (s) | Zwischenzeit (s) | Zwischenzeit (s) | Laufzeit (min) |
| Platz | Athlet               | Land               | 1                | 2                | 3                | 4                | 5                | Laufzeit (min) |
| ----- | -------------------- | ------------------ | ---------------- | ---------------- | ---------------- | ---------------- | ---------------- | -------------- |
| 01    | Matt Weston          | Großbritannien II  | 5,08             | 22,46            | 32,23            | 40,55            | 48,14            | 0:56,81        |
| 02    | Alexander Gassner    | Deutschland II     | 5,06             | 22,50            | 32,34            | 40,69            | 48,29            | 0:56,84        |
| 03    | Yan Wengang          | China I            | 5,10             | 22,57            | 32,27            | 40,56            | 48,17            | 0:56,85        |
| 04    | Marcus Wyatt         | Großbritannien I   | 4,95             | 22,30            | 32,14            | 40,52            | 48,21            | 0:56,89        |
| 05    | Nikita Tregubow      | Russland II        | 5,08             | 22,56            | 32,32            | 40.67            | 48.32            | 0:56,95        |
| 06    | Austin Florian       | Vereinigte Staaten | 5,08             | 22,48            | 32,19            | 40,53            | 48,25            | 0:56,97        |
| 07    | Christopher Grotheer | Deutschland I      | 5,11             | 22,60            | 32,45            | 40,84            | 48,46            | 0:57,07        |
| 08    | Alexander Tretjakow  | Russland I         | 4,89             | 22,29            | 32,17            | 40,64            | 48,37            | 0:57,10        |
| 09    | David Greszczyszyn   | Kanada II          | 5,29             | 22,84            | 32,63            | 41,05            | 48,76            | 0:57,41        |
| 10    | Mattia Gaspari       | Italien I          | 5,27             | 22,89            | 32,76            | 41,16            | 48,83            | 0:57,42        |
| 11    | Kevin Boyer          | Kanada I           | 5,15             | 22,70            | 32,56            | 40,97            | 48,73            | 0:57,52        |
| 12    | Geng Wenqiang        | China II           | 5,13             | 22,60            | 32,48            | 40,90            | 48,73            | 0:57,58        |
| 13    | Florian Auer         | Österreich         | 5,26             | 22,99            | 32,88            | 41,30            | 49,08            | 0:57,79        |
| 14    | Basil Sieber         | Schweiz            | 5,36             | 23,11            | 33,01            | 41,47            | 49,28            | 0:58,09        |
| 15    | Amedeo Bagnis        | Italien II         | 5,09             | 22,67            | 32,74            | 41,50            | 49,65            | 0:58,91        |